# كأس النرويج 2000
كأس النرويج 2000 (بالنرويجية: Norgesmesterskapet i fotball for menn 2000)‏ هو موسم من كأس النرويج. أقيم خلال الفترة 4 مايو 2000 وحتى 30 أكتوبر 2000، وأشرف على تنظيمه اتحاد النرويج لكرة القدم، وكان عدد الأندية المشاركة فيه 32، وفاز فيه نادي أود.